# Karl Schöchlin

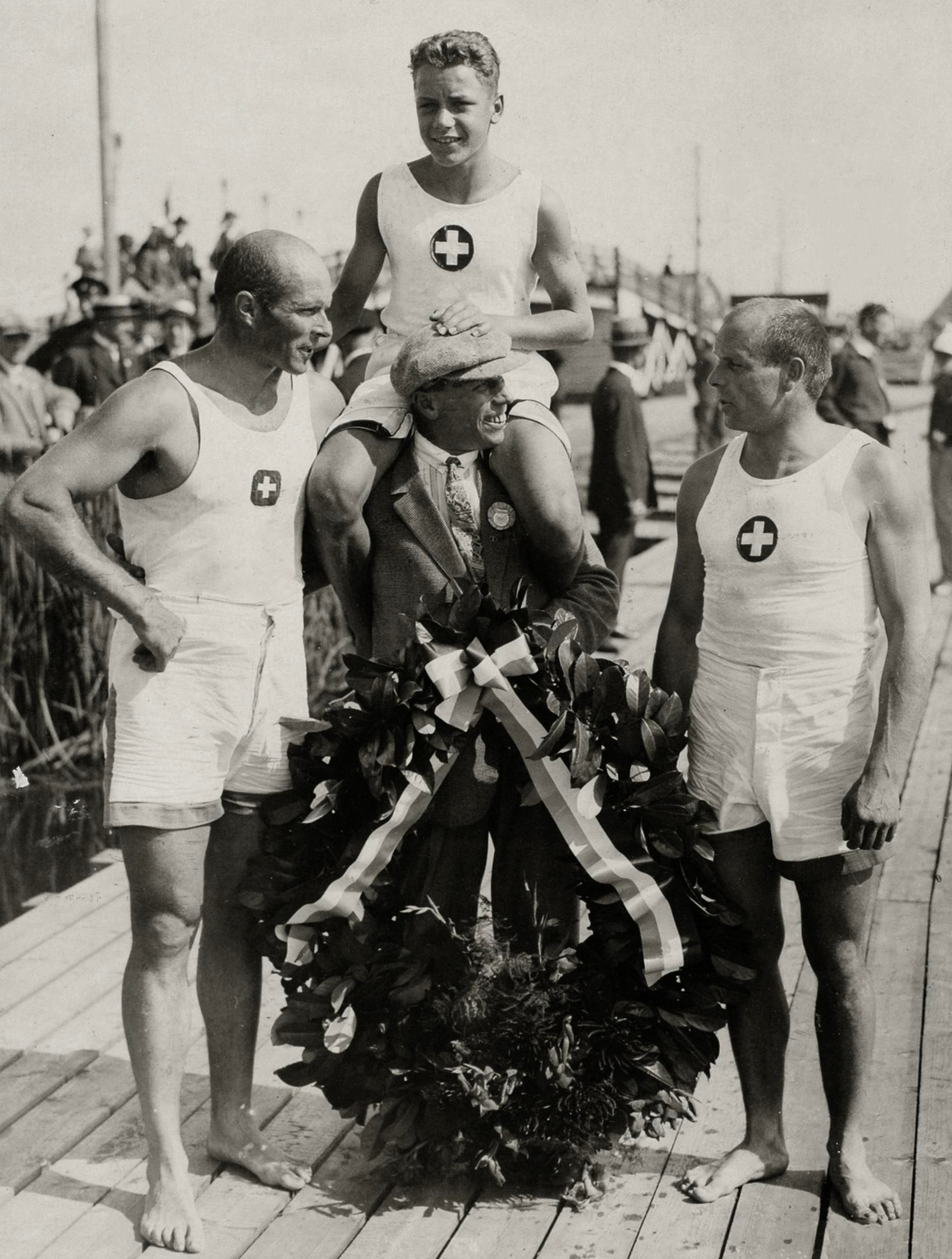
Die Olympiasieger 1928 von links nach rechts: Hans Schöchlin, Hans Bourquin (auf Schultern) und Karl Schöchlin

Karl F. Schöchlin (* 13. Juni 1894; † 7. November 1974) war ein Schweizer Ruderer, der 1928 Olympiasieger im Zweier mit Steuermann wurde.

## Werdegang
Karl Schöchlin hatte zusammen mit Wilhelm Walter bei der Europameisterschaft 1920 im Doppelzweier den zweiten Platz hinter dem französischen Boot belegt. Zusammen mit seinem Bruder Hans siegte er in dieser Bootsklasse 1922 bei der Europameisterschaft in Barcelona. Danach wechselten sie zum Riemenrudern und belegten bei den Europameisterschaften 1923 und 1924 jeweils als Mitglieder des Schweizer Achters den zweiten Platz, 1925 in Prag gewannen sie den Titel. Aus diesem Achter bildete sich dann ein Vierer mit Steuermann, der 1926 in der Besetzung Karl Schöchlin, Hans Schöchlin, Paul Kaeser, Wilhelm Wippermann und Theophil Mosimann bei der Europameisterschaft in Luzern Silber hinter den Italienern gewann. 1927 in Como trat das Boot mit Julien Comtesse statt Wippermann an und gewann erneut Silber hinter den Italienern.
Bei den Olympischen Spielen 1928 auf einem Kanal in Amsterdam starteten die Brüder Schöchlin im Zweier mit Steuermann zusammen mit dem erst 13 Jahre alten Hans Bourquin. Es traten jeweils zwei Boote im K.-o.-System gegeneinander an, allerdings konnte man nach einer Niederlage über den Hoffnungslauf weiterkommen. In der ersten Runde besiegten die Schweizer das französische Boot mit einem Vorsprung von zwei Zehntelsekunden, in der zweiten Runde das italienische Boot. Im Endlauf trafen die Schweizer erneut auf die französischen Brüder Armand und Édouard Marcelle mit ihrem Steuermann Henri Préaux, die sich im Hoffnungslauf gegen die US-Amerikaner und dann in zwei Rennen gegen die Belgier durchgesetzt hatten. Im Final hatten die Schweizer nun weit mehr Reserven und siegten mit sechs Sekunden Vorsprung deutlich.
1930 bei der Europameisterschaft in Lüttich gewannen die Brüder Schöchlin zusammen mit Paul Kaeser und Hans Niklaus Silber im Vierer ohne. 1931 erkämpften diese vier Ruderer mit Steuermann Antoine Mambretti noch eine Bronzemedaille im Vierer mit.
Karl Schöchlin gehörte dem Seeclub Biel an.